# Неороманский стиль
Неороманский стиль (нем. Neuromanik, англ. Romanesque Revival) — один из неостилей в искусстве периода историзма середины и второй половины XIX века. Предпосылки этого стиля сложились в Германии, но наибольшее распространение он получил в США и Канаде в 1870—1920 годах.

## История
Формальной основой неороманского стиля послужила Романская архитектура стран Западной Европы XI—XII веков. В 1830—1840-х годах немецкий архитектор Фридрих фон Гертнер, придворный архитектор баварского короля Людвига I, создавал в Мюнхене новый стиль, призванный отразить, согласно идеологии национального романтизма, традиции великой немецкой культуры периода Средневековья. В числе прочих формальных элементов он использовал характерный мотив романской архитектуры — полуциркульные арки, собранные в аркады, и арочные окна (с полуциркульным завершением), с помощью которых он компоновал фасады зданий. Отсюда название: «круглоарочный стиль» (нем. Rundbogenstil). Однако Гертнер работал также в помпейском, неоготическом стилях и те же арочные элементы использовал, подражая флорентийским палаццо и лоджиям эпохи Возрождения, создавая стиль, который позднее получил наименование: неоренессанс. Примечательно, что такими же композиционными приёмами пользовался архитектор «прусского эллинизма» Карл Фридрих Шинкель, работавший в Берлине.
В Великобритании схожий стиль именовали неонорманнским, или англо-нормандским, поскольку средневековая архитектура Англии романского периода XI—XII веков сформировалась в результате нормандского завоевания XI века. Норманны строили на Британских островах замки и укрепления, монастыри, аббатства, церкви и соборы. Наиболее известные британские архитекторы неонорманнского (неороманского) стиля середины и второй половины XIX века: Томас Хоппер, Джон Пирсон, Альфред Уотерхауз, Уильям Баттерфилд. В 1869—1877 годах А. Уотерхауз построил в Манчестере грандиозное здание Ратуши в «норманнском стиле». В Лондоне, в районе Южный Кенсингтон, Уотерхауз возвёл здание Музея естественной истории с двумя массивными башнями «романского стиля». Рядом с этим зданием с 1859 года Фрэнсис Фоук возводил корпуса Музея Виктории и Альберта, в декоре которых также использованы элементы средневековой романской архитектуры.

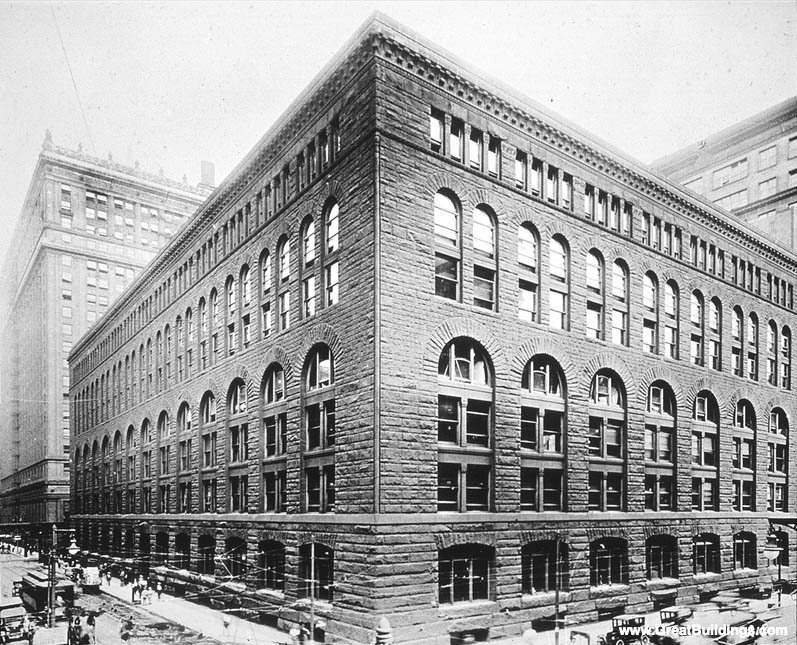
Оптовый магазин Маршалла Филда в Чикаго. 1885—1887. Архитектор Г. Г. Ричардсон

В США, прежде всего в Чикаго на Среднем Западе США (штат Иллинойс), развивалась новая архитектура промышленных и торговых зданий «кирпичного стиля» (не путать с «кирпичным стилем» западноевропейского и русского модерна). Этот феномен был связан с уникальной ситуацией, сложившейся в результате пожара 1871 года, уничтожившего значительную часть старого города. В 1880-х годах архитектор Генри Гобсон Ричардсон возводил в Чикаго конторские и производственные здания в стиле неоренессанса и «романского возрождения» англ. Romanesque Revival). Простые кирпичные постройки были относительно дешёвыми и привычными в Новой Англии ещё в конце XVIII века. Самая знаменитая и характерная постройка Ричардсона — Оптовый магазин Маршалла Филда в Чикаго (1885—1887, здание снесено в 1931 году). Ричардсон придавал большое значение рациональности композиции, простоте и функциональности зданий. Постройки Ричардсона стали важным вкладом в формирование чикагской школы архитектуры, они отличаются массивностью, выразительной мощью кирпичной кладки; стены из грубо отёсанного камня сочетаются с аркадами, мощными карнизами и арочными окнами. Ричардсон строил также загородные дома в «гонтовом стиле» и на этом основании творчество Ричардсона также относят к риджионализму.
Ранние постройки новатора американской архитектуры Л. Г. Салливана также содержат элементы «романского возрождения», как например, Аудиториум в Чикаго. Неороманский стиль часто использовался в проектировании церквей и синагог, университетских кампусов в особенно в США и Канаде.
Элементы неороманского стиля сохранялись в архитектуре западноевропейского модерна в конце XIX века, в особенности в северных странах: Финляндии и Швеции, а также в творчестве Ф. И. Лидваля, в постройках северного модерна в Санкт-Петербурге. В конце XIX века, в период модерна, «неороманскими» называли многие стилизации, в том числе постройки в «византийском», или «неогреческом стиле». Например, огромный Вестминстерский собор в Лондоне, построенный по замыслу архитектора Джон Бентли с отсылками на раннехристианскую архитектуру Западной римской империи также считали построенным в стиле «романского возрождения» (западная церковь со столицей в Равенне в V—VII веках называлась ортодоксальной).

## Архитектура

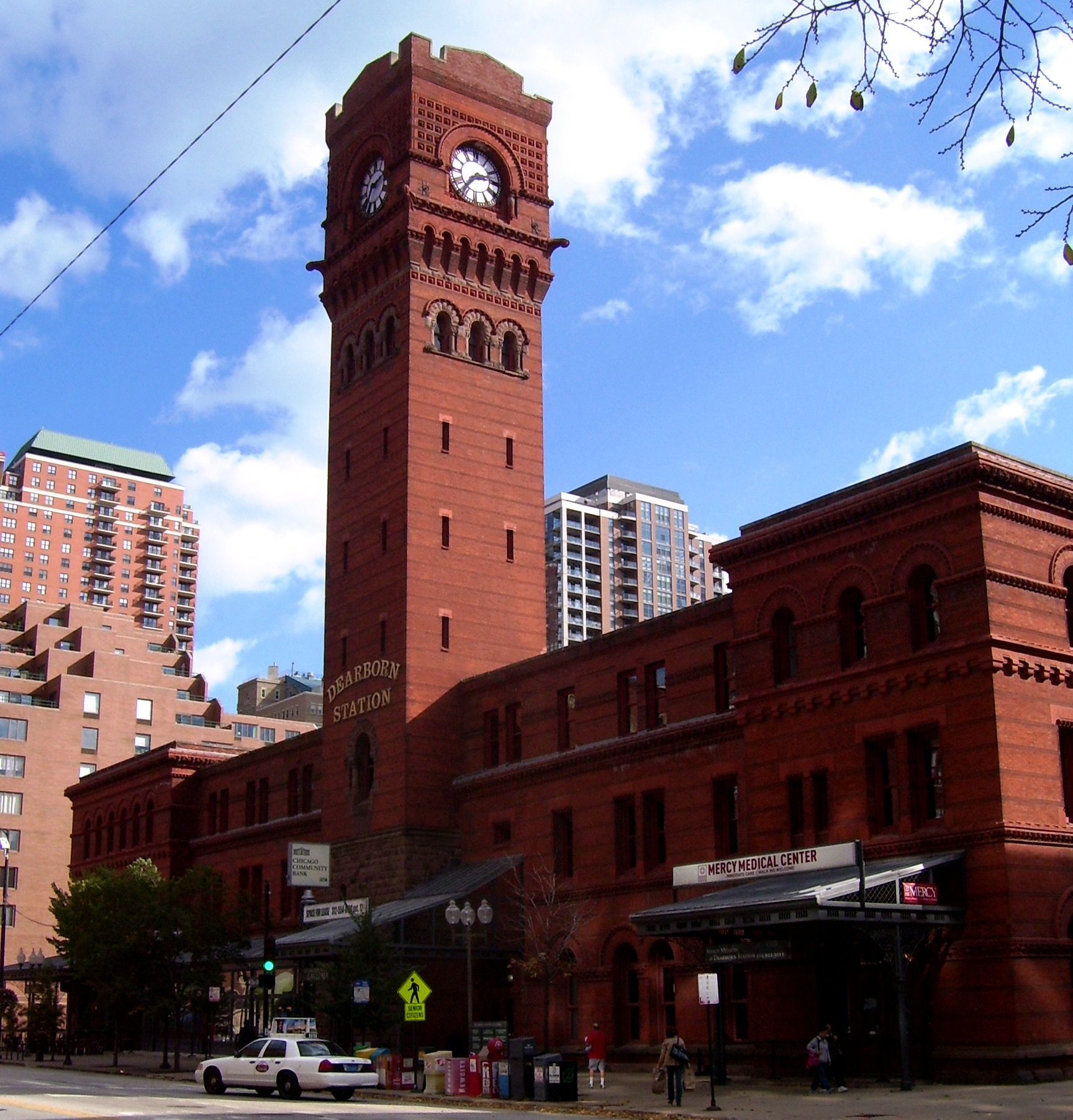
Станция Дирборн. 1883. Чикаго, Иллинойс. Архитектор С. Эйдлиц
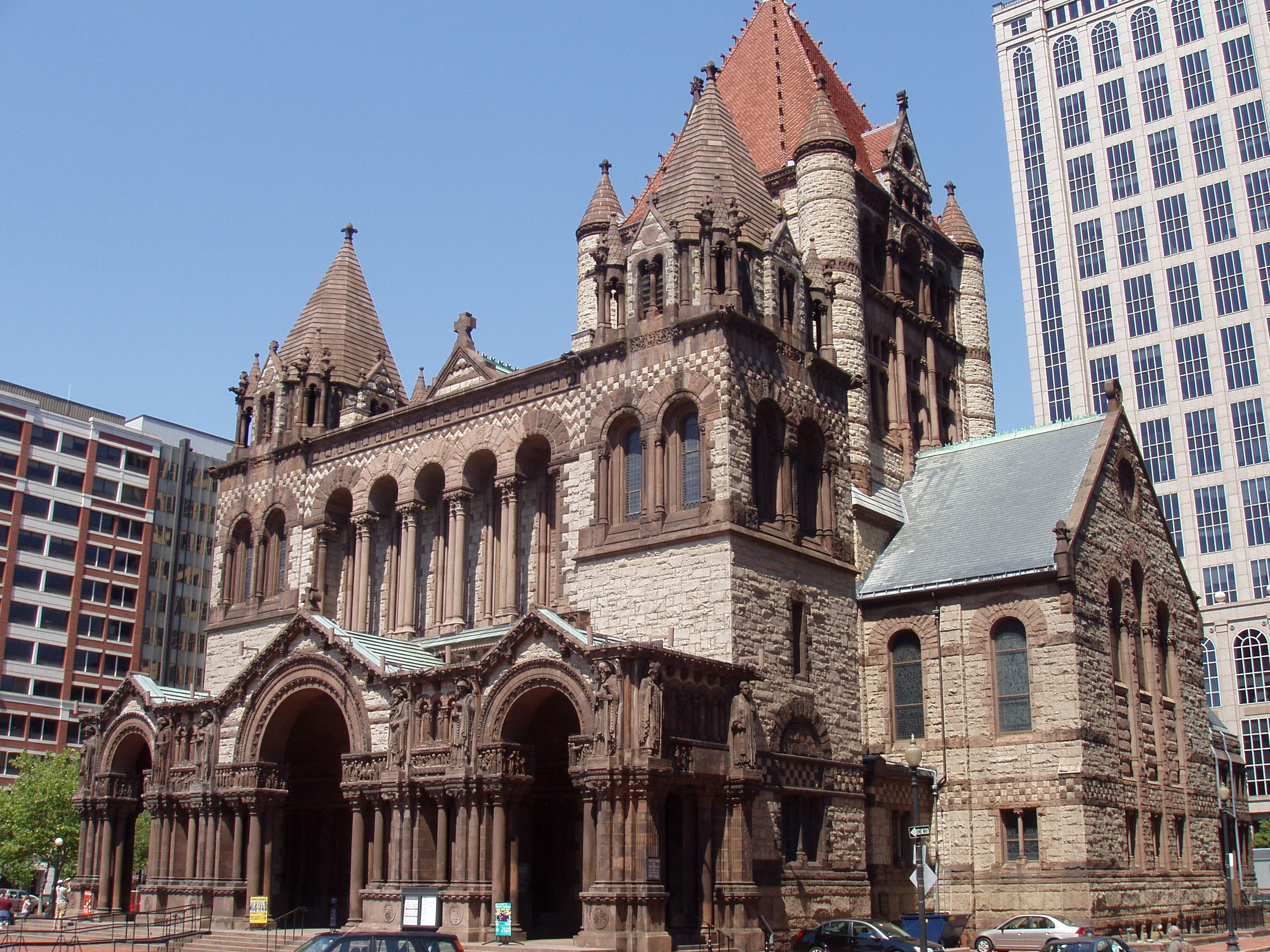
Церковь Св. Троицы. Бостон, Массачусетс. Архитектор Г. Г. Ричардсон
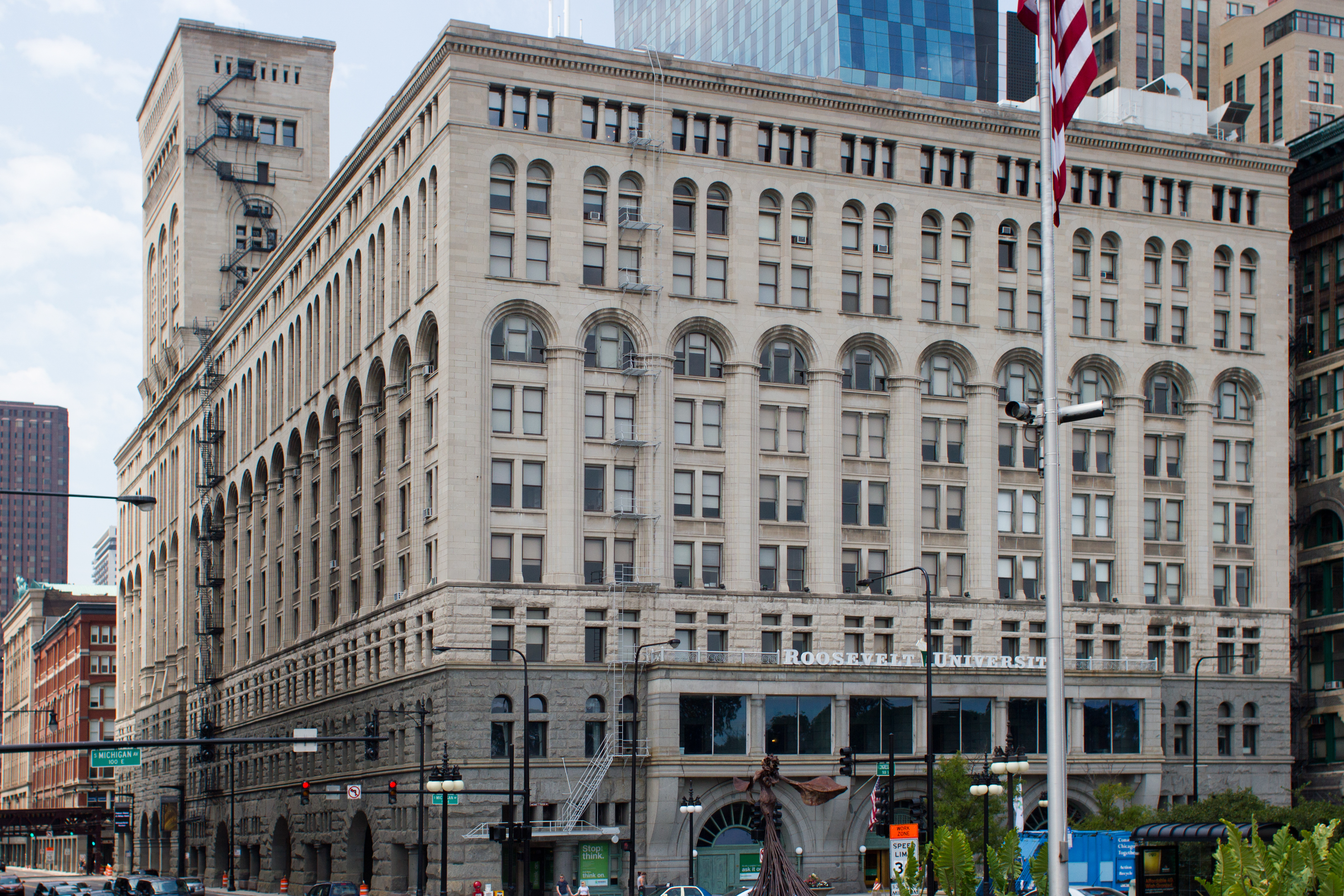
Аудиториум. 1886—1889. Чикаго. Архитектурное бюро «Адлер и Салливан»
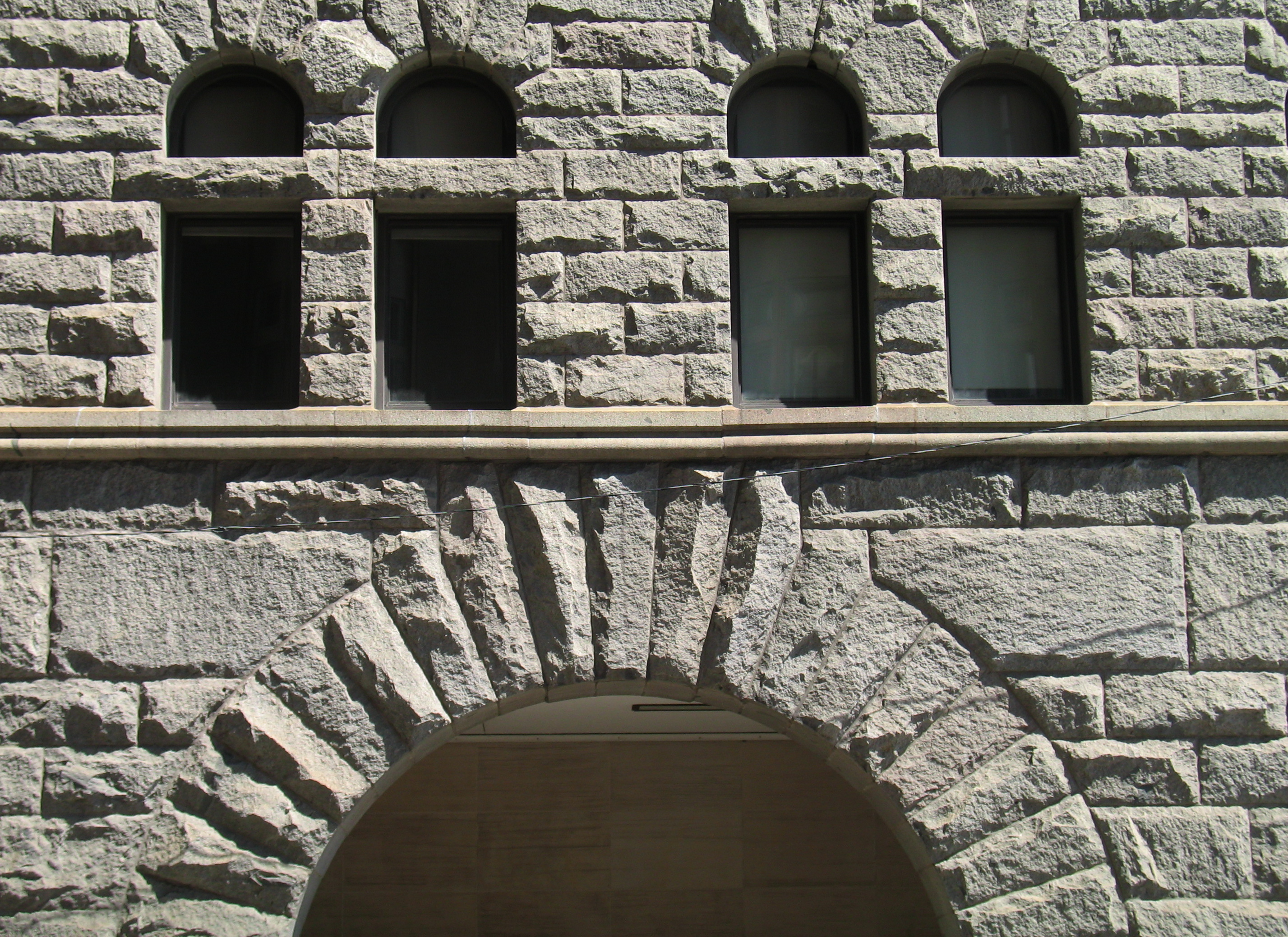
Аудиториум в Чикаго. Деталь фасада
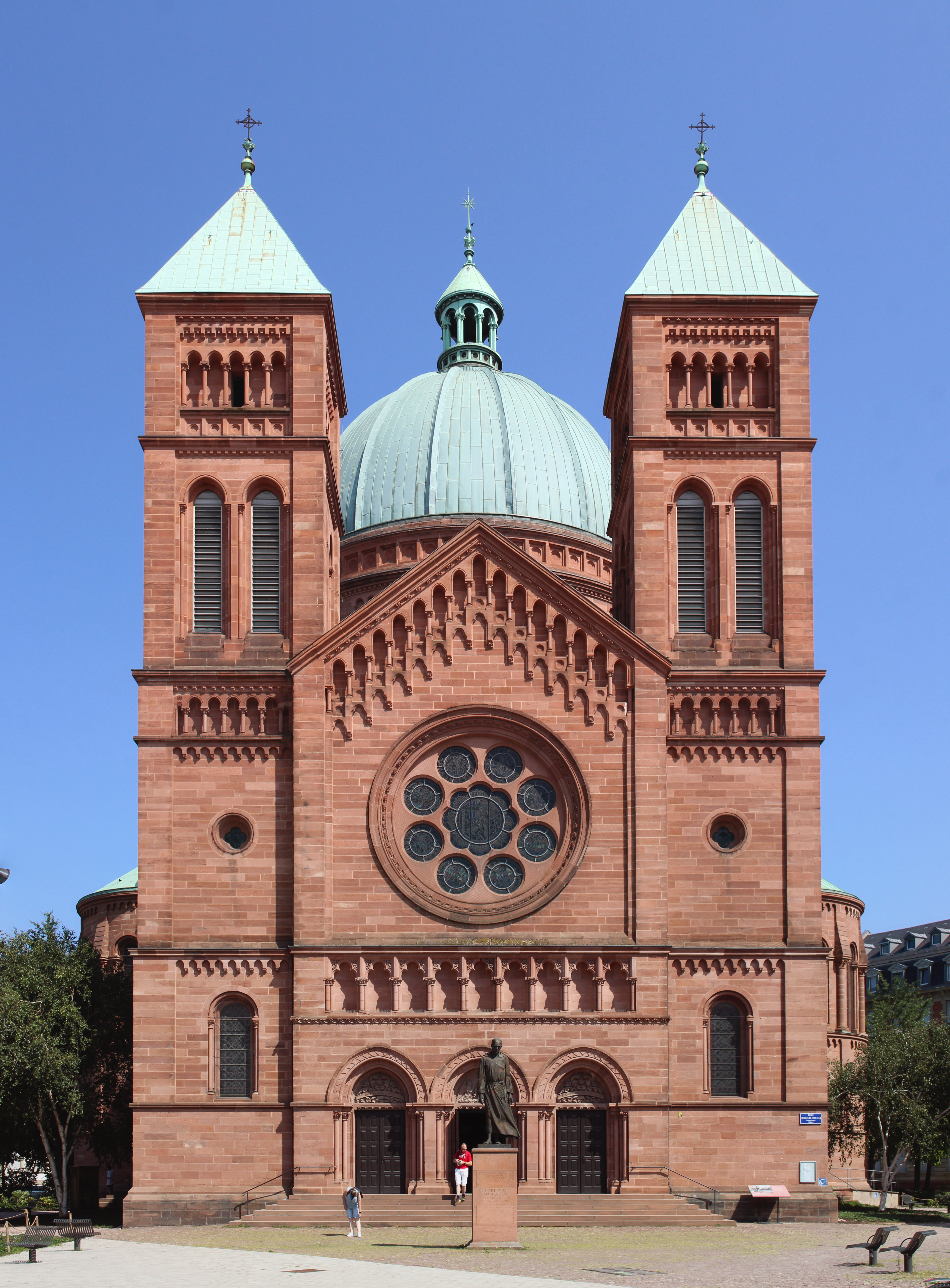
Новая церковь Св. Петра в Страсбурге. 1889—1893. Ш. Неккельман, А. Хартель
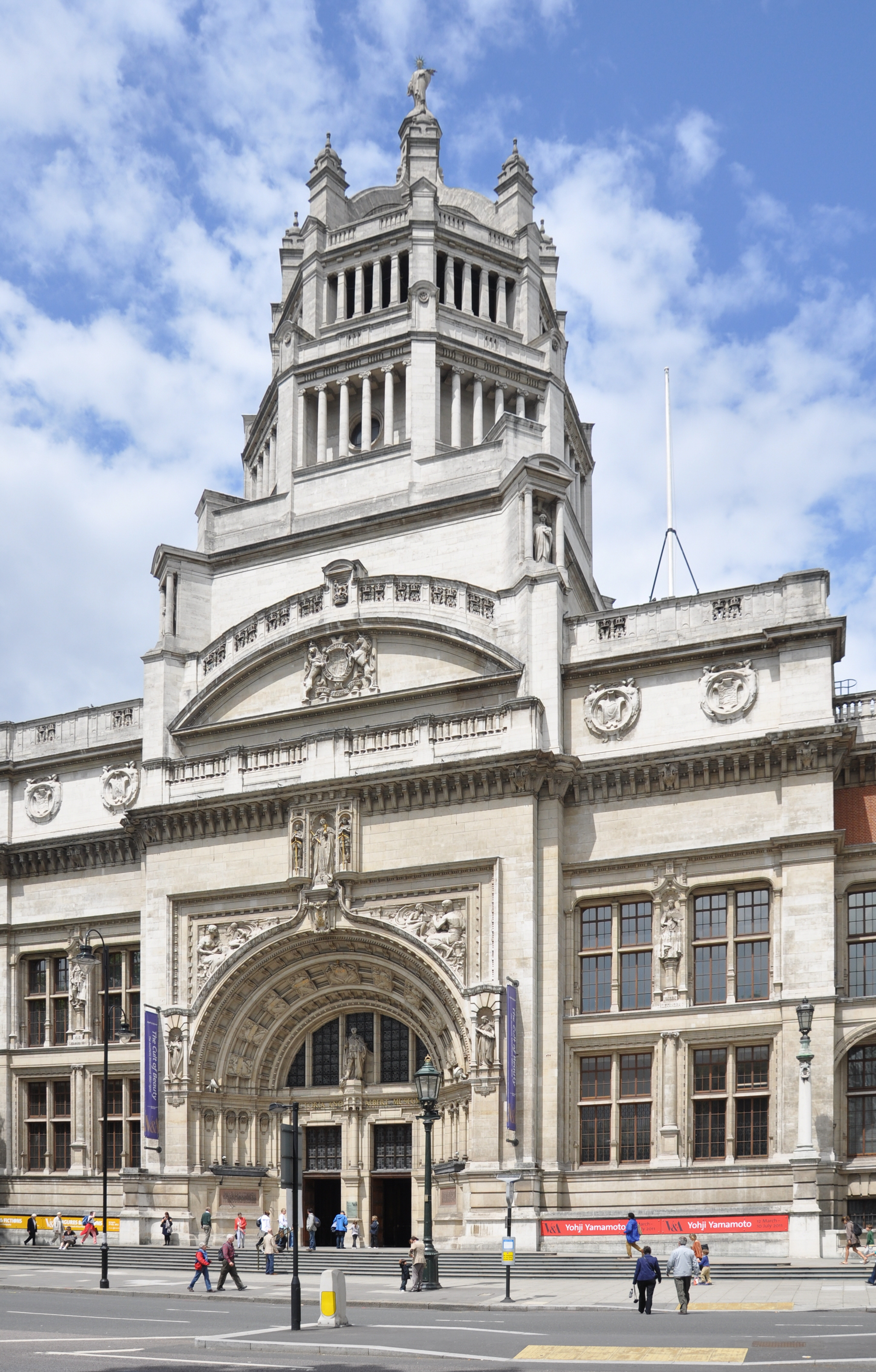
Здание Музея Виктории и Альберта в Лондоне. Главный вход. 1859. Архитектор Ф. Фоук
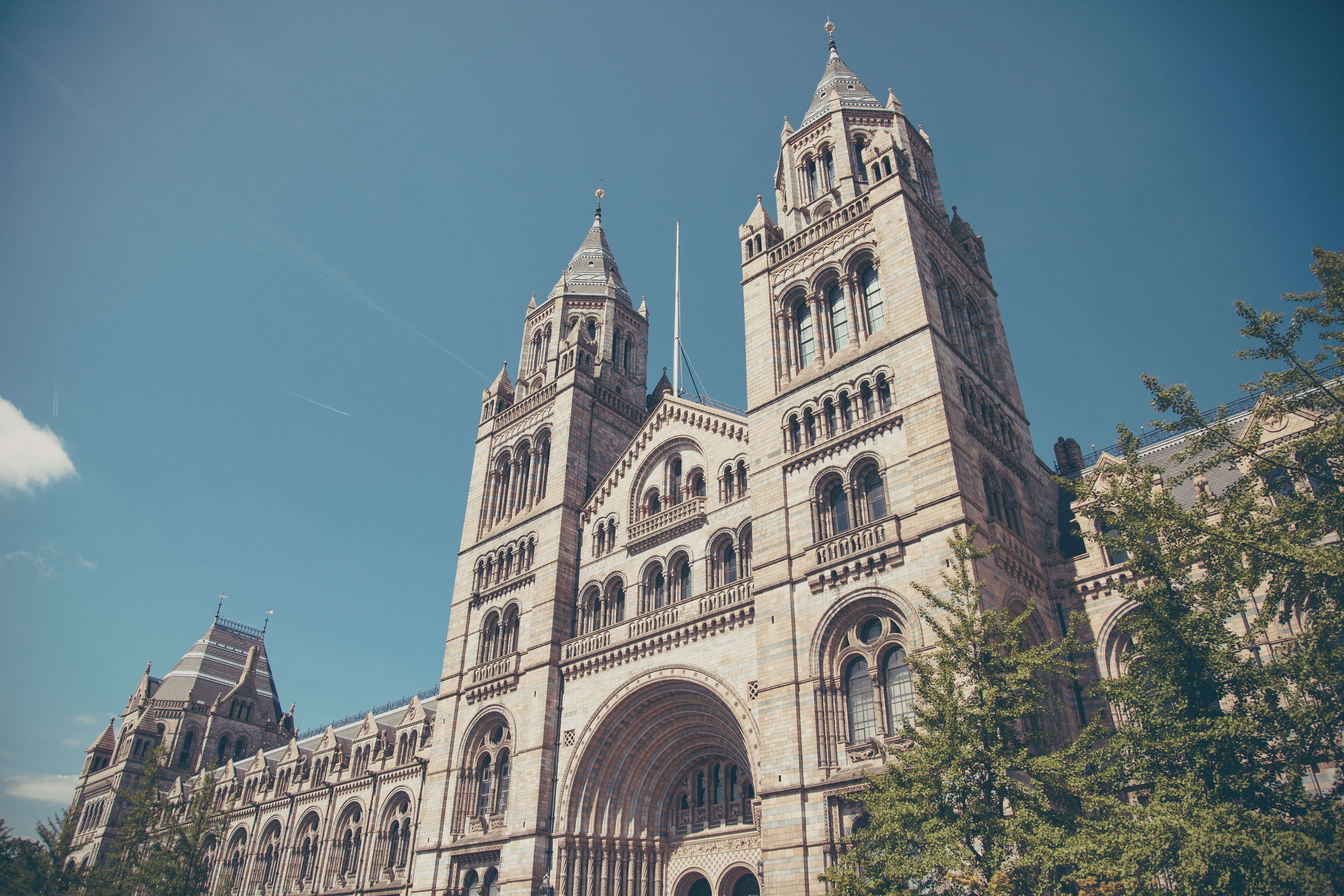
Здание Музея естественной истории в Лондоне. 1873—1881. Архитектор А. Уотерхауз
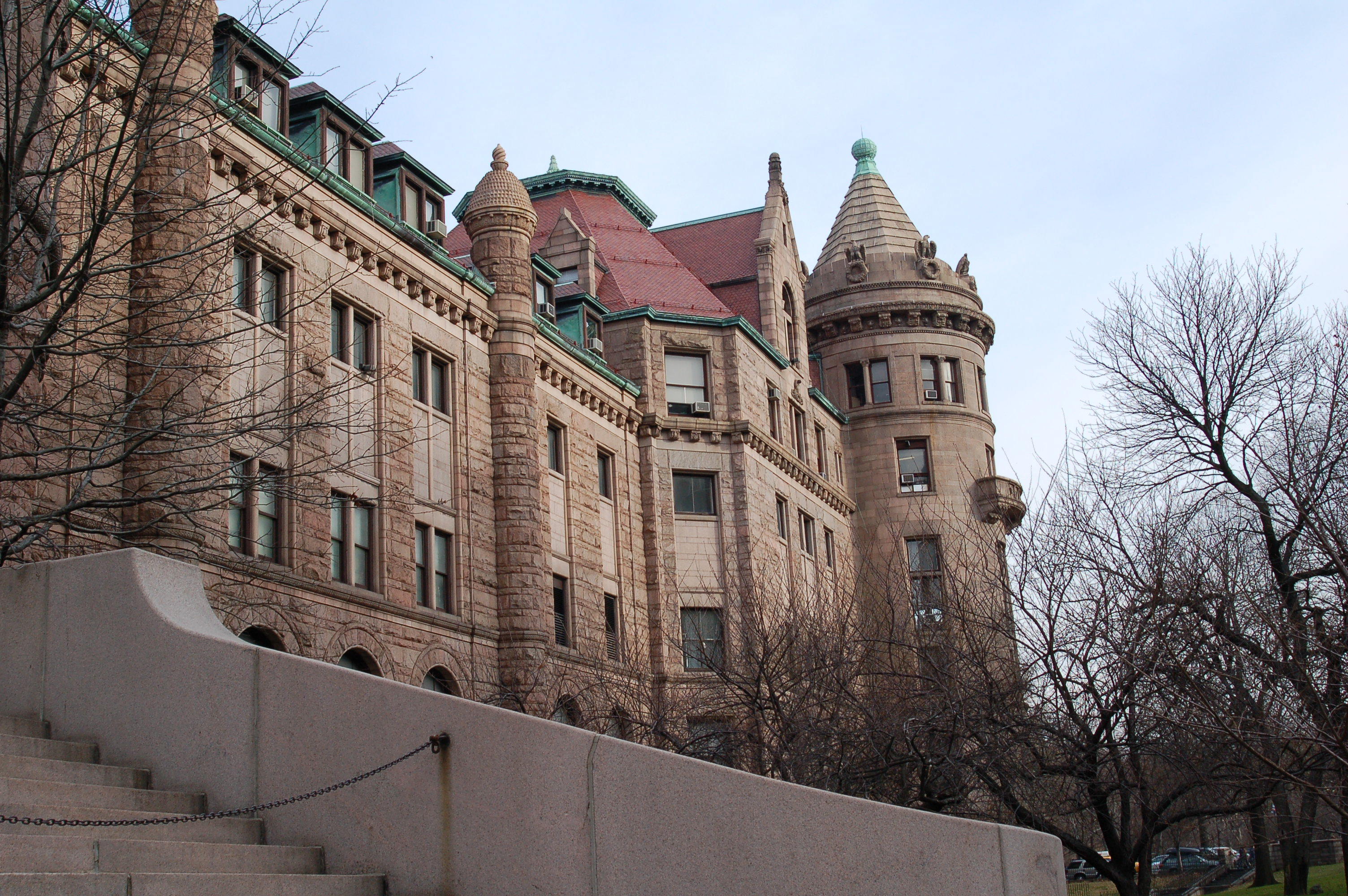
Здание Американского музея естественной истории. 1874—1877. Нью-Йорк. Архитекторы К. Вокс и Дж. Р. Моулд
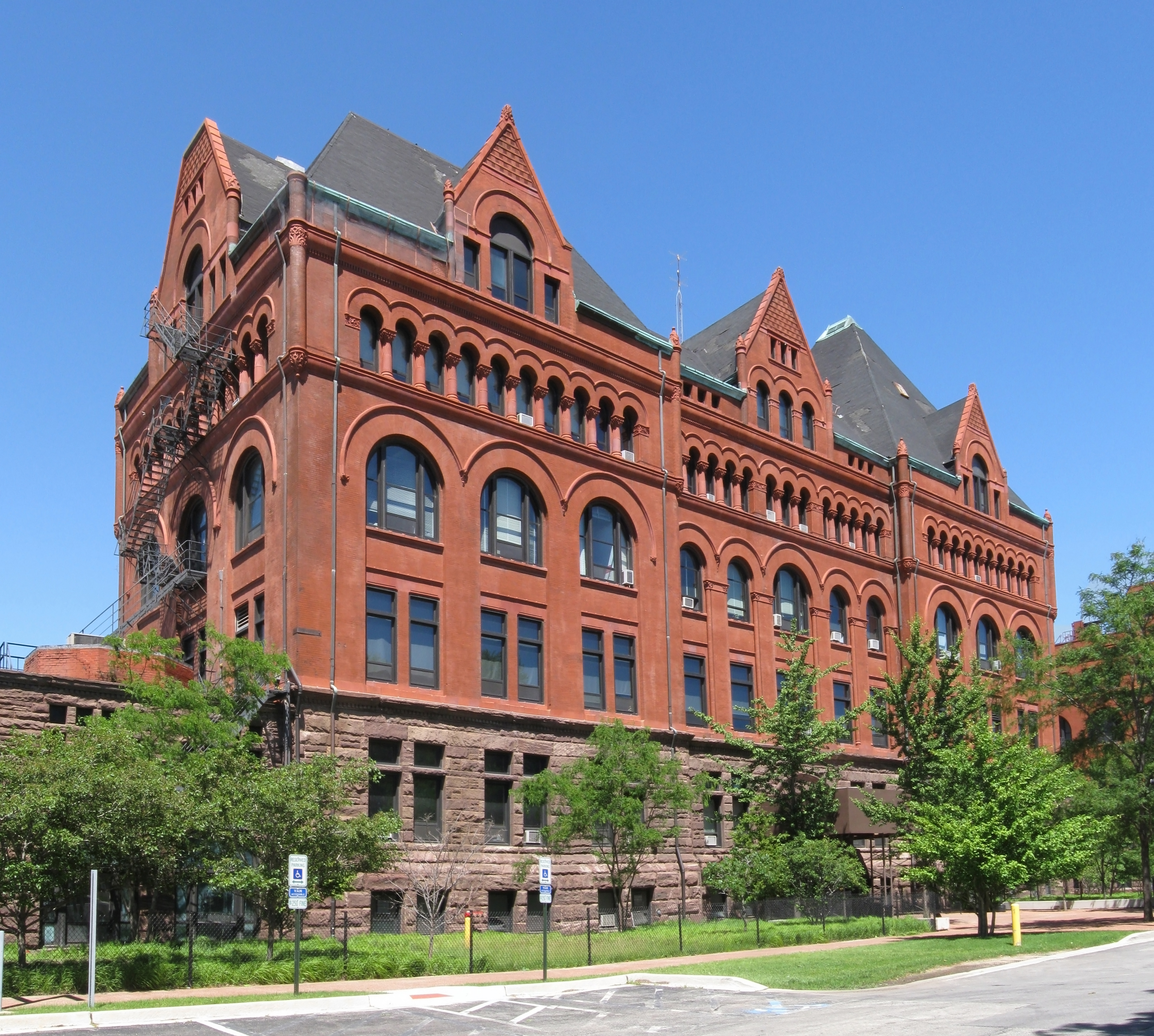
Главное здание Иллинойсского технологического института. 1901. Чикаго. Архитектурное бюро Паттен и Фишер
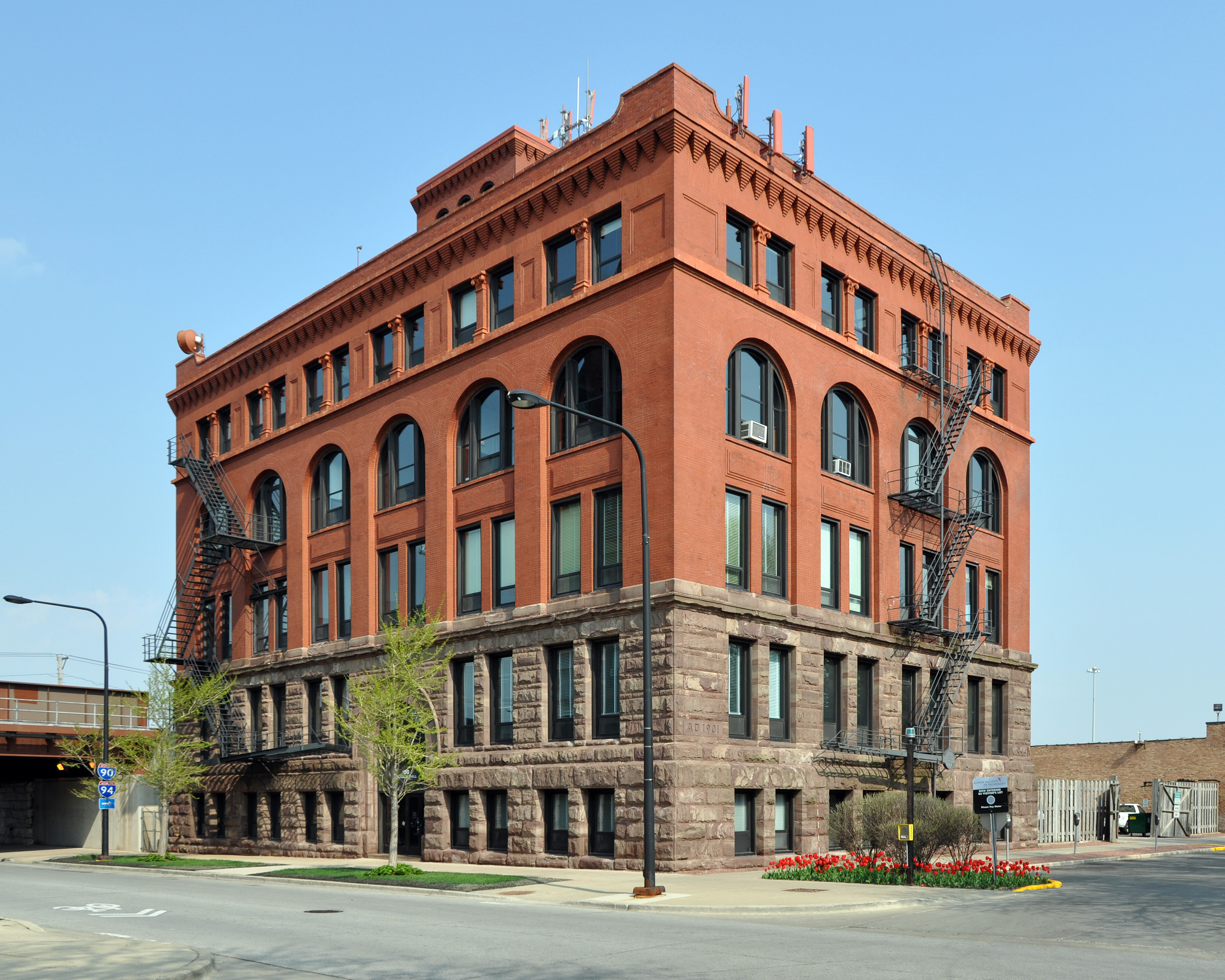
Здание машинного зала Иллинойсского технологического института. 1901
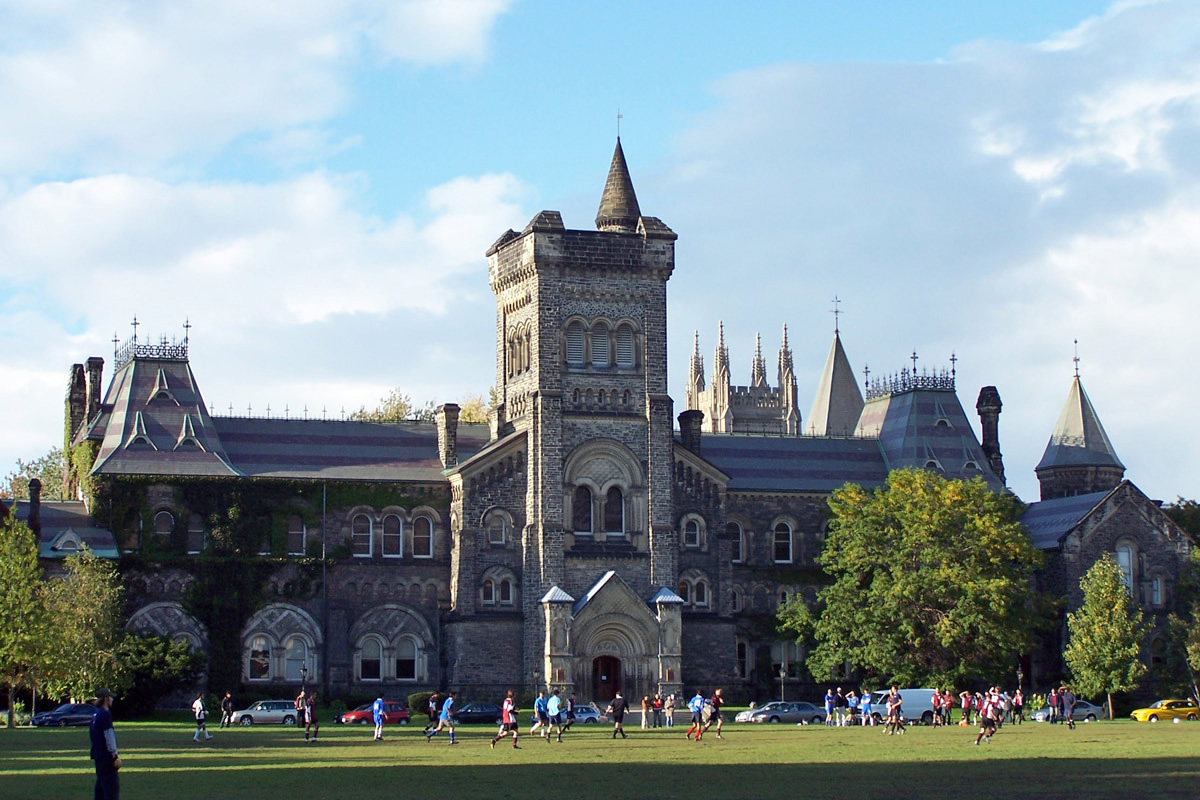
Здание Университетского колледжа в Торонто, Канада
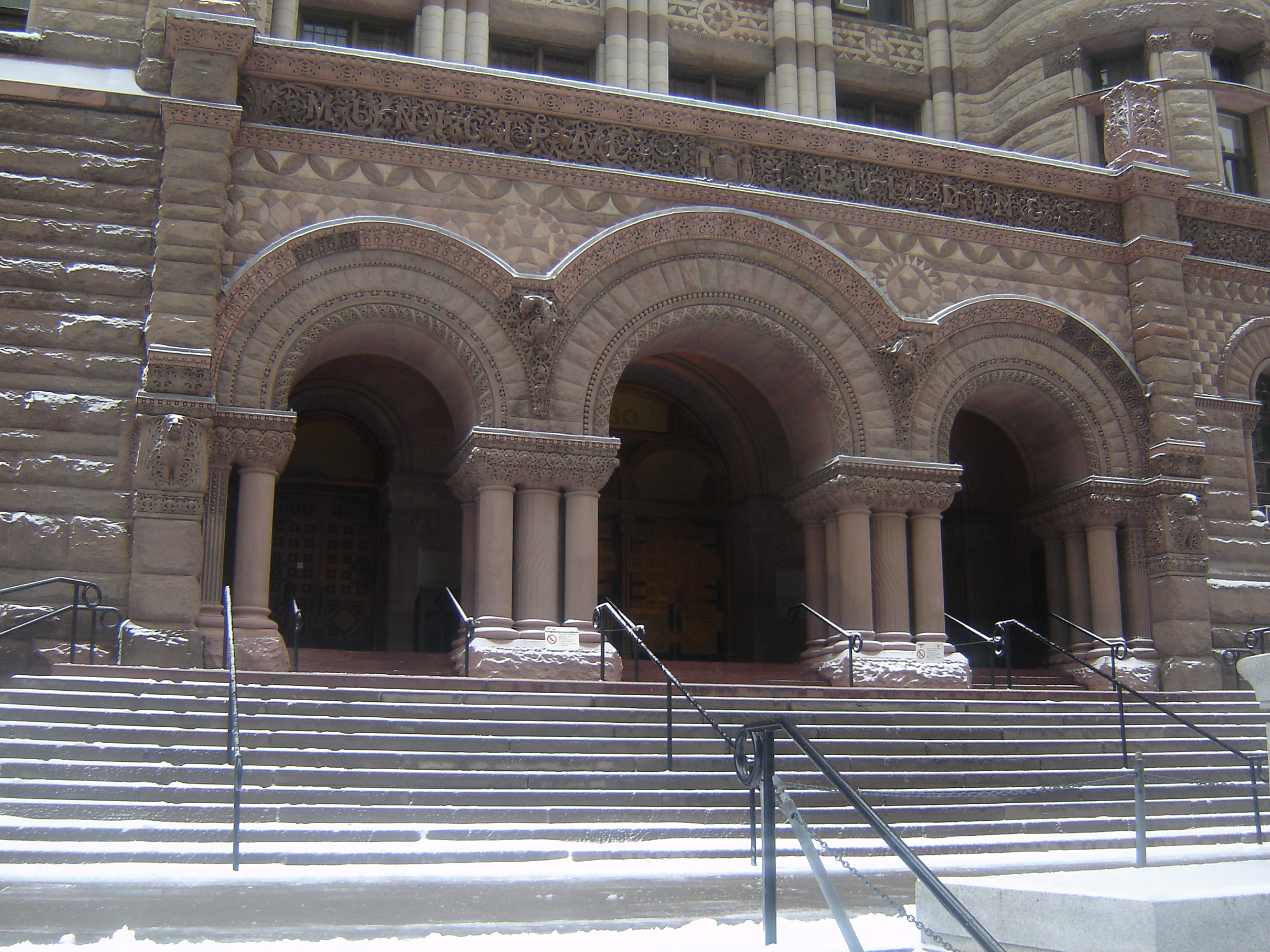
Вход в Старую Ратушу Торонто. 1889. Архитектор Э. Дж. Леннокс
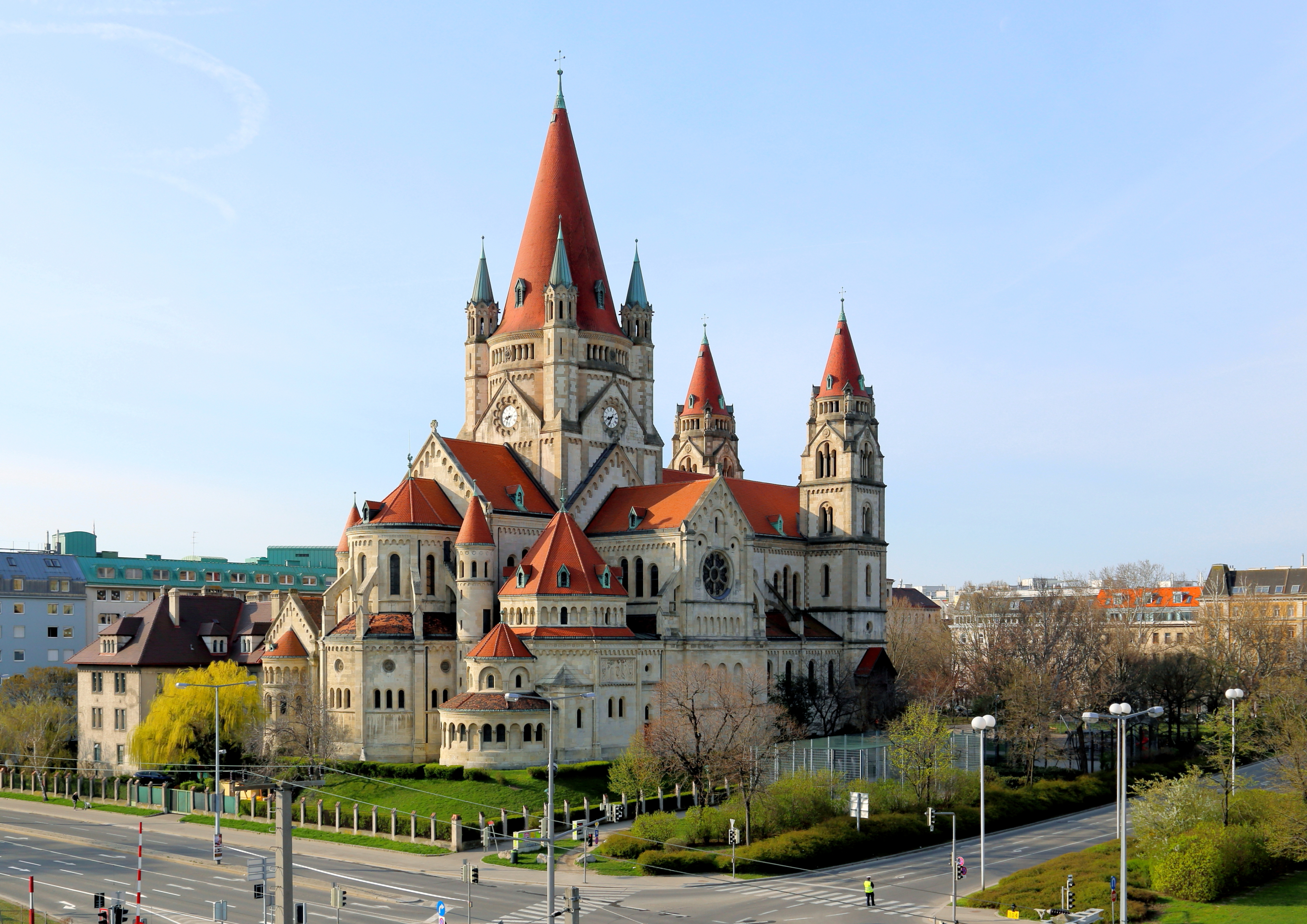
Церковь Франциска Ассизского в Вене. 1913. Архитектор В. Лунц